# Filip Blašković
Filip Blašković (Slavonski Brod, 5 luglio 1945) è un ex calciatore jugoslavo, di ruolo centrocampista.

## Carriera

### Club
Cresciuto nella squadra cittadina del Marsonia si trasferì nel 1965 alla più prestigiosa Dinamo Zagabria. Con i Modri giocò per più di 10 anni vincendo una Coppa di Jugoslavia in finale con l'Hajduk Spalato ed una Coppa delle Fiere in finale contro il Leeds Utd. Nel 1976 si trasferì oltreoceano, più precisamente nei Toronto Blizzard allora allenati da Ivan Marković con i quali vinse il campionato NASL.

### Nazionale
Disputò una sola gara con la nazionale jugoslava, scese in campo il 24 settembre 1969 subentrando al posto di Živorad Jevtić nell'amichevole giocatasi a Belgrado contro l'Unione Sovietica.

## Statistiche

### Cronologia presenze e reti in nazionale
| Cronologia completa delle presenze e delle reti in nazionale ― Jugoslavia | Cronologia completa delle presenze e delle reti in nazionale ― Jugoslavia | Cronologia completa delle presenze e delle reti in nazionale ― Jugoslavia | Cronologia completa delle presenze e delle reti in nazionale ― Jugoslavia | Cronologia completa delle presenze e delle reti in nazionale ― Jugoslavia | Cronologia completa delle presenze e delle reti in nazionale ― Jugoslavia | Cronologia completa delle presenze e delle reti in nazionale ― Jugoslavia | Cronologia completa delle presenze e delle reti in nazionale ― Jugoslavia |
| Data                                                                      | Città                                                                     | In casa                                                                   | Risultato                                                                 | Ospiti                                                                    | Competizione                                                              | Reti                                                                      | Note                                                                      |
| ------------------------------------------------------------------------- | ------------------------------------------------------------------------- | ------------------------------------------------------------------------- | ------------------------------------------------------------------------- | ------------------------------------------------------------------------- | ------------------------------------------------------------------------- | ------------------------------------------------------------------------- | ------------------------------------------------------------------------- |
| 24-9-1969                                                                 | Belgrado                                                                  | Jugoslavia                                                                | 1 – 3                                                                     | Unione Sovietica                                                          | Amichevole                                                                | -                                                                         | 30’                                                                       |
| Totale                                                                    |                                                                           | Presenze                                                                  | 1                                                                         |                                                                           | Reti                                                                      | 0                                                                         |                                                                           |

## Palmarès

### Club

#### Competizioni nazionali
- Coppa di Jugoslavia: 1

Dinamo Zagabria: 1969
- Campionato NASL: 1

Toronto M.-Croatia: 1976

#### Competizioni internazionali
- Coppa delle Fiere: 1

Dinamo Zagabria: 1966-1967